# گوشه‌گیر برنزه
گوشه‌گیر برنزه (نام علمی: Glaucis aeneus) نام یک گونه از زیرخانواده مرغ گوشه‌گیر است.